# Soeshiel Girjasing
Soeshiel K. Girjasing (7 maart 1953 - 18 juli 1999) was een Surinaams politicus en rechtsgeleerde.

## Biografie
Soeshiel Girjasing was een oudere broer van Sheilendra Girjasing, die van 2010 tot zijn dood in 2018 lid was van De Nationale Assemblée.
Soeshiel Girjasing studeerde af als meester in de rechten. Op 17 september 1991 werd hij namens de Vooruitstrevende Hervormings Partij (VHP) minister van Justitie en Politie (tot 20 september 1996) in het eerste kabinet-Venetiaan (16 september 1991 tot 14 september 1996). Na de verkiezingen van 23 mei 1996 kwam de VHP in de oppositie waarna hij werd opgevolgd door Paul Sjak Shie (vanaf 20 september 1996) die tevens zijn voorganger was in het zakenkabinet-Kraag (29 december 1990 tot 16 september 1991).
Girjasing overleed in 1999 op 46-jarige leeftijd.